# 拔山镇
拔山镇位于重庆市忠县境内。位于县城西53公里，距重庆市主城区120公里，东邻永丰镇，南与两河乡相接，西邻新立镇、花桥镇，北以马灌镇为邻。辖21个行政村，1个居委会，总人口62102人。